# Juif (terminologie)
Pour les articles homonymes, voir Juif (homonymie).
Divers termes sont employés en français pour désigner les membres du peuple descendant du patriarche biblique Jacob dit Israël, ou se réclamant comme tels ; le plus fréquent est le mot « Juif », mais d'autres sont employés, parfois à tort.

## Historique des différentes dénominations
Selon la Table des peuples du Tanakh, « des enfants naquirent [...] à Sem, le père de toute la race d'Héber. » L'un de ses descendants, Abram l'Hébreu (hébreu: עברי, Ivri) migre d'Ur-Kasdim au pays de Canaan avec son épouse Saraï et le fils de son frère Haran, Loth. Il y fait souche et engendre plusieurs fils qui donneront naissance à des tribus dans le désert. Cependant, il les renvoie tous de son vivant à l'exception de son fils Isaac. Celui-ci engendre Esaü et Jacob, dits Édom et Israël. 
Douze tribus issues d'Israël, descendent en Égypte lors d'une famine, y sont progressivement ostracisées et réduites en servage, avant d'en être miraculeusement délivrées au terme de quatre cents ans, et de retourner au pays que Dieu a promis à leurs pères. Au cours de la longue traversée dans le désert qui s'ensuit, à laquelle prennent part 600 000 âmes, ils reçoivent la Loi, sont instruits de leur histoire et des préceptes divins qu'ils sont tenus de suivre. Ils ne sont plus dénommés Hébreux mais enfants d'Israël (hébreu : בני ישראל, Benei Israel) d'où le terme  israélite utilisé en français pour juif (surtout aux XIXe et XXe siècles lorsque le mot Juif avait une connotation négative).   
La conquête de la terre est laborieuse et graduelle, parsemée de luttes intestines ou avec de puissants voisins. Unifiés sous la conduite d'un roi, les enfants d'Israël parviennent à prendre possession du pays. Cependant, deux générations plus tard, un schisme les sépare en un bloc sudiste, formé par les tribus de Juda et Benjamin, et un bloc nordiste, formé par les dix autres tribus. Celles-ci se donnent un roi régnant sur le royaume d'Israël, désormais rival, voire ennemi du royaume de Juda.
Le royaume d'Israël, prospère mais corrompu et en proie à l'idolâtrie, tombe en 721 AEC sous les coups de Sargon II, qui déporte sa population. Le royaume de Juda lui survit jusqu'en 586 AEC, avant d'être conquis par Nabuchodonosor II, qui emmène sa population à Babylone. Au terme d'un exil de près de 50 ans, une poignée de volontaires est autorisée en 538 AEC à retourner sur ses terres par le roi perse Cyrus II, vainqueur de Babylone, et à reconstruire leur Temple. À son retour dans le pays de Yehouda, Ezra le scribe, jugeant déplorables les mœurs et coutumes des habitants résiduels du pays, entreprend de les réformer, excluant les enfants nés d'enfants d'Israélites et de païennes. Néhémie quant à lui rejette l'offre d'aide des Samaritains, que la Bible hébraïque présente comme des déportés assyriens, bien que les intéressés affirment descendre d'Israël et se basent sur la même Loi édictée par Moïse. C'est aux alentours de cette époque qu'apparaît la première mention de Yehoudi, « originaire de Judée, » dans le Livre d'Esther.

## «Juifs»
Le terme français Juif continue l'ancien français Giu ou Juieu, lui-même issu du latin Iudaeus, emprunt au grec Ioudaios (Ἰουδαῖος), qui transcrivait l'araméen Yehoudaïé. La forme araméenne dérive de l'hébreu יהודי  (Yêhûdi), « Judéen », c'est-à-dire « habitant de la Judée ». Cette contrée du Proche-Orient tirait son nom de Yehouda, le quatrième fils de Jacob et Léa. Selon la Bible, sa mère l'avait appelé ainsi pour rendre grâce à l’Éternel (oDeH [ett] YHWH) »

## «Sémites»
Le terme Sémite provient de la forme grecque du nom du second fils de Noé et désigne les descendants supposés de ce patriarche biblique, dont les Hébreux ne constituent qu'une partie. Il est cependant employé pour désigner l'hébreu par August Ludwig von Schlözer quand il entreprend de décrire, dans le troisième volume du Repertorium de Johann Gottfried Eichhorn (p. 161, Leipzig, 1781), le groupe de langues afro-asiatiques dont cet idiome fait partie, ce qui a pour résultat de le faire passer dans le langage courant. La définition linguistique des Sémites s'écarte toutefois des données bibliques : les Élamites, quoique descendants de Sem, ne parlent pas une langue sémitique, tandis que les Cananéens et les Égyptiens, considérés dans la Bible comme des descendants de Ham, sont linguistiquement des Sémites.
Au XIXe siècle, les Sémites sont considérés par Gobineau comme une race. Le nationaliste allemand Heinrich von Treitschke reprend à son compte cette idée, mais identifie les Sémites exclusivement aux Juifs, de sorte qu'en pratique, le terme antisémitisme est employé uniquement pour parler de l'hostilité à l'égard des Juifs en tant que groupe religieux ou ethnique,. Or son emploi dans cette acception est des plus critiquables, tous les Sémites n'étant pas juifs, et tous les Juifs n'étant pas sémites, compte tenu des nombreuses conversions au judaïsme qui se sont produites de l'Antiquité à nos jours.

## «Hébreux»
Le terme Hébreu (עברי 'Ivri) est employé pour la première fois en conjonction avec Abraham. Selon la tradition juive, il dériverait du nom du patriarche Eber. Cependant le nom d'Eber est utilisé dans la Bible pour désigner une collectivité, tandis que la Septante traduit Ivri par περάτης (« l'homme provenant de la région d'en-deçà »), mettant donc le terme avec le verbe signifiant « traverser » (לעבור la'avor). 
Selon la Bible, c'est sous le nom d'Hébreux que les Israélites étaient connus des autres nations, dont les Égyptiens et les Babyloniens. Cependant l'usage du terme Apirou par les Égyptiens donne à penser qu’Hébreu, si du moins il est effectivement l'équivalent d'Apirou, désignait un groupe social disparate et non une ethnie particulière. Après le récit de la sortie d'Égypte, il n'est attesté que pour distinguer un esclave hébreu d'un esclave canaanéen, ce qui laisserait supposer que le mot pouvait s'appliquer à l'ensemble des populations transjordaniennes (Ammonites, Moabites, Édomites, etc.), lesquelles ont laissé des documents archéologiques, dont la stèle de Mesha, écrits dans le même alphabet et dans une langue très voisine.

## «Israélites»
Le terme Israélites désigne dans la Bible les descendants de Jacob, appelé aussi Israël. C'est donc l'équivalent de l'expression hébraïque  בְּנֵי-יִשְׂרָאֵל, qui signifie précisément enfants d'Israël.     
À l'époque moderne, le terme a été utilisé comme synonyme de juif.

## Référence
Cet article contient des extraits de l'article « JEW (The Word) » de la Jewish Encyclopedia de 1901–1906 dont le contenu se trouve dans le domaine public.
1. ↑  Genèse 10:21
2. ↑  1 Rois 12:16-20
3. ↑  2 Rois 17:6
4. ↑  Esther 2:5-6
5. ↑  La Bible dévoilée, page 55.
6. ↑  Genèse 29:35
7. ↑  Genèse 10:21-31
8. ↑  "Einleitung in das Alte Testament", Leipzig, 1787, I, p. 45
9. ↑  Bernard Lewis: « Antisemitism has never anywhere been concerned with anyone but Jews (« l'antisémitisme n'a jamais concerné personne d'autre que les Juifs ») ; "Semites and Antisemites", Islam in History: Ideas, Men and Events in the Middle East, The Library Press, 1973.
10. ↑  Voir Anti-Semitism, Encyclopaedia Britannica, 2006 ; Paul Johnson, A History of the Jews, HarperPerennial 1988, p. 133 ff. ; Bernard Lewis, The New Anti-Semitism, The American Scholar, Volume 75 No. 1, Winter 2006, p. 25-36, à la suite d'une conférence délivrée à l'université Brandeis le 24 mars 2004.
11. ↑  Gen. 14:13
12. ↑  Gen. 10:22, 25-30 ; 11:18-26
13. ↑  cf. Josué 24:2
14. ↑  Gen. 43:32; Jonas 1:9
15. ↑  Ex. 21:2 ; Deut. 15:12
16. ↑  « Israélite », sur le site du CNRTL